# Liste von Bergen in Australien
Diese Liste von Bergen und Erhebungen in Australien enthält neben den höchsten Erhebungen der einzelnen Bundesstaaten, Territorien und Außengebiete die Zweitausender auf dem australischen Festland. Für die höchsten Erhebungen des australischen Kontinents außerhalb des Landes Australien siehe die Liste der Berge oder Erhebungen in Ozeanien.

## Höchste Erhebungen der einzelnen Bundesstaaten und Territorien
Die höchsten Erhebungen auf dem australischen Festland liegen in den Australischen Alpen, in den Snowy Mountains in New South Wales und in den südwestlich angrenzenden Victorian Alps im Bundesstaat Victoria. Einzig in den Snowy Mountains erreichen die Gipfel Höhen von über 2000 Metern, am höchsten ist der Mount Kosciuszko mit einer Höhe von 2228 Metern.
Die höchsten Berge auf australischem Staatsgebiet liegen in den Außengebieten, auf den Heard und McDonaldinseln und im Australischen Antarktis-Territorium. Der Mawson Peak auf der Insel Heard ist 2745 Meter hoch und höchster Punkt des Vulkans Big Ben, der fast die gesamte Insel bedeckt. Neben dem Mawson Peak gibt es auf dem Vulkan weitere benannte Nebengipfel, die auf einer Höhe von über 2000 Metern liegen. Im Osten des Australischen Antarktis-Territoriums liegt der Mount McClintock mit einer Höhe von 3490 Metern, im Westen der 3355 Meter hohe Mount Menzies. Der Dome Argus ist über 4000 Meter hoch, Eisdome werden jedoch offiziell nicht als Berge geführt.

### Legende
- Name: Name des Bundesstaates/Territoriums, in welchem der Berg/die Erhebung liegt
- Höchster Punkt: Name des Berges/der Erhebung mit einem Link auf eine Karte darunter
- Höhe: Höhe des Berges/der Erhebung in Meter
- Dominanz: Die Dominanz beschreibt den Radius des Gebietes, das der Berg/die Erhebung überragt. Angabe in Kilometern mit Bezugspunkt. Wenn dieser in einem anderen Land liegt, befindet sich dessen ISO-3166-1-Code in Klammern dahinter.
- Scharte: Die Schartenhöhe ist die Höhendifferenz zwischen Gipfelhöhe und der höchstgelegenen Einschartung, bis zu der man mindestens absteigen muss, um einen höheren Berg/Erhebung zu erreichen. Angabe in Metern mit Bezugspunkt. Die verlinkte Karte zeigt die Lage der Einschartung; wenn es sich um das Meer/eine Eisfläche handelt, entfällt ein konkreter geographischer Punkt.
- Scharte2: Schartenhöhe in Prozent der Gipfelhöhe
- Bild: Bild der Erhebung/des Gipfels, wenn vorhanden.

### Listen

#### Bundesstaaten
| Name              | Höchster Punkt             | Höhe   | Dominanz                       | Scharte              | Scharte2 | Bild             |
| ----------------- | -------------------------- | ------ | ------------------------------ | -------------------- | -------- | ---------------- |
| New South Wales   | Mount Kosciuszko (Karte)   | 2228 m | 1894,3 km → Mount Tutoko (NZL) | 2228 m ↓ Tasmansee   | 100,00 % | Mount Kosciuszko |
| Queensland        | Mount Bartle Frere (Karte) | 1622 m | 910,1 km → Mount Simpson (PNG) | 1327 m ↓ (Karte)     | 81,81 %  |                  |
| South Australia   | Mount Woodroffe (Karte)    | 1435 m | 329,8 km → Mount Zeil          | 945 m ↓ (Karte)      | 65,85 %  |                  |
| Tasmanien         | Mount Ossa (Karte)         | 1617 m | 524,1 km → Mount Howitt        | 1617 m ↓ Bass-Straße | 100,00 % | Mount Ossa       |
| Victoria          | Mount Bogong (Karte)       | 1986 m | 87,9 km → South Rams Head      | 1233 m ↓ (Karte)     | 62,10 %  | Mount Bogong     |
| Western Australia | Mount Meharry (Karte)      | 1253 m | 1308,5 km → Mount Liebig       | 834 m ↓ (Karte)      | 66,56 %  |                  |

#### Territorien
| Name                         | Höchster Punkt               | Höhe   | Dominanz                        | Scharte          | Scharte2 | Bild                        |
| ---------------------------- | ---------------------------- | ------ | ------------------------------- | ---------------- | -------- | --------------------------- |
| Australian Capital Territory | Bimberi Peak (Karte)         | 1912 m | 65,1 km → Mount Jagungal        | 661 m ↓ (Karte)  | 34,57 %  |                             |
| Jervis Bay Territory         | Bherwerre Trig Point (Karte) | 170 m  | 47,2 km → Pigeon House Mountain | 146 m ↓ (Karte)  | 85,88 %  |                             |
| Northern Territory           | Mount Zeil (Karte)           | 1531 m | 1549,3 km → Mount Bartle Frere  | 1322 m ↓ (Karte) | 86,35 %  | Mount Zeil (im Hintergrund) |

#### Außengebiete
| Name                                | Höchster Punkt           | Höhe   | Dominanz                       | Scharte                 | Scharte2 | Bild        |
| ----------------------------------- | ------------------------ | ------ | ------------------------------ | ----------------------- | -------- | ----------- |
| Ashmore- und Cartierinseln          | East Island (Karte)      | 3 m    | 144,5 km → Pamana (IDN)        | 3 m ↓ Timorsee          | 100,00 % |             |
| Australisches Antarktis-Territorium | Mount McClintock (Karte) | 3490 m | 239,4 km → Mount Huggins       | 1621 m ↓ Eisplateau     | 46,45 %  |             |
| Heard und McDonaldinseln            | Mawson Peak (Karte)      | 2745 m | 2046,3 km → Mount Menzies (AQ) | 2745 m ↓ Südpolarmeer   | 100,00 % | Mawson Peak |
| Kokosinseln                         | West Island (Karte)      | 15 m   | 975,1 km → Murray Hill         | 15 m ↓ Indischer Ozean  | 100,00 % | West Island |
| Korallenmeerinseln                  | Cato Island (Karte)      | 6 m    | 327,3 km → K’gari              | 6 m ↓ Korallenmeer      | 100,00 % |             |
| Norfolkinsel                        | Mount Bates (Karte)      | 319 m  | 805,9 km → Mont Humboldt (NCL) | 319 m ↓Korallenmeer     | 100,00 % |             |
| Weihnachtsinsel                     | Murray Hill (Karte)      | 356 m  | 417,9 km → Patuha (IDN)        | 356 m ↓ Indischer Ozean | 100,00 % |             |

## Zweitausender auf dem australischen Festland
Die 25 Gipfel mit einer Höhe von über 2000 Meter auf dem australischen Festland liegen alle im Bundesstaat New South Wales im südöstlichen Australien und in den Snowy Mountains. Das Gebiet der Snowy Mountains um den Mount Kosciuszko wird Main Range genannt, hier befinden sich alle Zweitausender bis auf die wenige Kilometer nordöstlich gelegenen Gungartan, Mount Jagungal und Kerries Ridge. Alle Gipfel können einfach begangen werden, bei vielen ist Klettern nicht erforderlich. Die Erstbesteigung des höchsten Gipfels, des Mount Kosciuszko, geschah im Februar 1840 durch Paul Edmund de Strzelecki. Bis auf den Vulkan Big Ben und in der Antarktis sind alle anderen Berge außerhalb des Festlandes niedriger als 2000 Meter.

### Legende
- Rang: Rang, den der Gipfel unter den Zweitausendern einnimmt
- Name: Name des Gipfels mit einem Link auf eine Karte darunter
- Höhe: Höhe des Gipfels in Meter
- Dominanz: Die Dominanz beschreibt den Radius des Gebietes, das der Gipfel überragt. Angegeben in Kilometern mit Bezugspunkt. Wenn dieser in einem anderen Land liegt, befindet sich dessen ISO-3166-1-Code in Klammern dahinter.
- Scharte: Die Schartenhöhe ist die Höhendifferenz zwischen Gipfelhöhe und der höchstgelegenen Einschartung, bis zu der man mindestens absteigen muss, um einen höheren Gipfel zu erreichen. Angegeben in Metern mit Bezugspunkt, die verlinkte Karte zeigt die Lage der Einschartung.
- Scharte2: Schartenhöhe in Prozent der Gipfelhöhe
- Bild: Bild des Gipfels, wenn vorhanden.

### Liste
| Rang | Name                           | Höhe   | Dominanz                       | Scharte                       | Scharte2 | Bild             |
| ---- | ------------------------------ | ------ | ------------------------------ | ----------------------------- | -------- | ---------------- |
| 1    | Mount Kosciuszko (Karte)       | 2228 m | 1894,3 km → Mount Tutoko (NZL) | 2228 m ↓ Tasmansee            | 100,00 % | Mount Kosciuszko |
| 2    | Mount Townsend (Karte)         | 2209 m | 3,7 km → Mount Kosciuszko      | 189 m ↓ (Karte)               | 8,56 %   | Mount Townsend   |
| 3    | Mount Twynam (Karte)           | 2195 m | 6,0 km → Mount Townsend        | 155 m ↓ Muellers Pass (Karte) | 7,06 %   | Mount Twynam     |
| 4    | Rams Head (Karte)              | 2190 m | 3,7 km → Mount Kosciuszko      | 110 m ↓ (Karte)               | 5,02 %   |                  |
| 5    | Etheridge Ridge (Karte)        | 2180 m | 0,9 km → Mount Kosciuszko      | 60 m ↓ Rawson Pass (Karte)    | 2,75 %   |                  |
| 6    | North Rams Head (Karte)        | 2177 m | 1,2 km → Rams Head             | 57 m ↓ (Karte)                | 2,62 %   |                  |
| 7    | Byatts Camp Peak (Karte)       | 2159 m | 1,3 km → Mount Townsend        | 99 m ↓ (Karte)                | 4,59 %   |                  |
| 8    | Carruthers Peak (Karte)        | 2145 m | 2,7 km → Mount Townsend        | 85 m ↓ (Karte)                | 3,96 %   | Carruthers Peak  |
| 9    | Abbott Peak (Karte)            | 2140 m | 0,5 km → Byatts Camp Peak      | 20 m ↓ (Karte)                | 0,93 %   |                  |
| 10   | Watsons Crag Dome (Karte)      | 2136 m | 0,5 km → Mount Twynam          | 36 m ↓ (Karte)                | 1,69 %   |                  |
| 11   | Mount Northcote (Karte)        | 2131 m | 2,0 km → Mount Townsend        | 71 m ↓ Northcote Pass (Karte) | 3,33 %   |                  |
| 13   | Little Twynam (Karte)          | 2120 m | 0,8 km → Mount Twynam          | 20 m ↓ (Karte)                | 0,94 %   |                  |
| 12   | Muellers Peak (Karte)          | 2120 m | 0,9 km → Mount Northcote       | 40 m ↓ (Karte)                | 1,89 %   |                  |
| 14   | Mount Clarke (Karte)           | 2100 m | 0,9 km → Mount Northcote       | 40 m ↓ Moraine Pass (Karte)   | 1,90 %   |                  |
| 15   | Mount Lee (Karte)              | 2100 m | 1,1 km → Carruthers Peak       | 40 m ↓ (Karte)                | 1,90 %   |                  |
| 16   | Rams Head Range (Karte)        | 2077 m | 3,9 km → Mount Clarke          | 118 m ↓ (Karte)               | 5,68 %   | Rams Head Range  |
| 17   | Gungartan (Karte)              | 2068 m | 14,3 km → Mount Twynam         | 248 m ↓ Schlink Pass (Karte)  | 11,99 %  | Gungartan        |
| 18   | Mount Tate (Karte)             | 2068 m | 5,6 km → Mount Twynam          | 188 m ↓ (Karte)               | 9,09 %   |                  |
| 19   | Mount Jagungal (Karte)         | 2061 m | 15,4 km → Gungartan            | 261 m ↓ (Karte)               | 12,66 %  | Mount Jagungal   |
| 20   | Mount Perisher (Karte)         | 2054 m | 6,0 km → Mount Twynam          | 294 m ↓ (Karte)               | 14,31 %  |                  |
| 21   | Mount Stilwell (Karte)         | 2054 m | 1,5 km → Rams Head Range       | 14 m ↓ (Karte)                | 0,68 %   |                  |
| 22   | South Rams Head (Karte)        | 2052 m | 2,3 km → Rams Head             | 72 m ↓ (Karte)                | 3,51 %   |                  |
| 23   | Kerries Ridge (Karte)          | 2040 m | 1,7 km → Gungartan             | 40 m ↓ Gungartan Pass (Karte) | 1,96 %   |                  |
| 24   | Back Perisher Mountain (Karte) | 2000 m | 1,2 km → Mount Perisher        | 60 m ↓ (Karte)                | 3,00 %   |                  |
| 25   | Mount Anton (Karte)            | 2000 m | 1,7 km → Mount Twynam          | 20 m ↓ (Karte)                | 1,00 %   |                  |